# جی.آر. ایلینگورث
جان ریچاردسون ایلینگورث (به انگلیسی: John Richardson Illingworth) (زاده ۱۸۴۸–درگذشته ۱۹۱۵)، کشیش، الهی‌دان و فیلسوف انگلیسی انگلیکان بود. از سال ۱۸۲۷ تا ۱۸۸۳ مدرس کالج مسیح دانشگاه آکسفورد بود و در سال ۱۸۷۶ به مقام کشیشی کلیسای انگلستان نائل آمد. از سال ۱۸۸۳ تا پایان عمرش به عنوان پیشوای کلیسای سنت ماری فعالیت کرد.
او همچنین از سال ۱۸۸۲ تا ۱۸۹۱ مبلّغ منتخب دانشگاه آکسفورد و از سال ۱۸۸۴ تا ۱۸۹۵ مبلغ منتخب دانشگاه کمبریج بود.